# Japan Open Tennis Championships 2015 - Qualificazioni singolare
Le qualificazioni del singolare del Japan Open Tennis Championships 2015 sono state un torneo di tennis preliminare per accedere alla fase finale della manifestazione. I vincitori dell'ultimo turno sono entrati di diritto nel tabellone principale. In caso di ritiro di uno o più giocatori aventi diritto a questi sono subentrati i lucky loser, ossia i giocatori che hanno perso nell'ultimo turno ma che avevano una classifica più alta rispetto agli altri partecipanti che avevano comunque perso nel turno finale.

## Teste di serie
1. Donald Young (qualificato)
2. Nicolas Mahut (ultimo turno)
3. Mikhail Youzhny (qualificato)
4. Nikoloz Basilašvili (primo turno)

1. Pierre-Hugues Herbert (ultimo turno)
2. Gō Soeda (ultimo turno)
3. Austin Krajicek (qualificato)
4. Yūichi Sugita (primo turno)

## Qualificati
1. Donald Young
2. Austin Krajicek

1. Mikhail Youzhny
2. Matthew Ebden

## Tabellone

### Legenda
| - Q = Qualificato - WC = Wild card - LL = Lucky loser | - ALT = Alternate - SE = Special Exempt - PR = Protected Ranking | - w/o = Walkover - r = Ritirato - d = Squalificato |

### Sezione 1
|  | Primo turno | Primo turno       | Primo turno       | Primo turno | Primo turno |  |  | Ultimo turno | Ultimo turno  | Ultimo turno  | Ultimo turno | Ultimo turno |  |
|  |             |                   |                   |             |             |  |  |              |               |               |              |              |  |
|  | 1           | Donald Young      | Donald Young      | 6           | 7           |  |  |              |               |               |              |              |  |
|  |             | Michał Przysiężny | Michał Przysiężny | 1           | 6(1)        |  |  | 1            | Donald Young  | Donald Young  | 6            | 6            |  |
|  |             | Hiroki Moriya     | 6                 | 2           | 7           |  |  |              | Hiroki Moriya | Hiroki Moriya | 1            | 4            |  |
|  | 8           | Yūichi Sugita     | 2                 | 6           | 6(1)        |  |  |              |               |               |              |              |  |

### Sezione 2
|  | Primo turno | Primo turno       | Primo turno       | Primo turno | Primo turno |  |  | Ultimo turno | Ultimo turno    | Ultimo turno    | Ultimo turno | Ultimo turno |  |
|  |             |                   |                   |             |             |  |  |              |                 |                 |              |              |  |
|  | 2           | Nicolas Mahut     | 6                 | 4           | 6           |  |  |              |                 |                 |              |              |  |
|  |             | Chen Ti           | 3                 | 6           | 0           |  |  | 2            | Nicolas Mahut   | Nicolas Mahut   | 4            | 4            |  |
|  | WC          | Shuichi Sekiguchi | Shuichi Sekiguchi | 2           | 4           |  |  | 7            | Austin Krajicek | Austin Krajicek | 6            | 6            |  |
|  | 7           | Austin Krajicek   | Austin Krajicek   | 6           | 6           |  |  |              |                 |                 |              |              |  |

### Sezione 3
|  | Primo turno | Primo turno           | Primo turno     | Primo turno | Primo turno |  |  | Ultimo turno | Ultimo turno          | Ultimo turno          | Ultimo turno | Ultimo turno |  |
|  |             |                       |                 |             |             |  |  |              |                       |                       |              |              |  |
|  | 3           | Mikhail Youzhny       | Mikhail Youzhny | 7           | 6           |  |  |              |                       |                       |              |              |  |
|  |             | Jarkko Nieminen       | Jarkko Nieminen | 63          | 3           |  |  | 3            | Mikhail Youzhny       | Mikhail Youzhny       | 7            | 6            |  |
|  | WC          | Hiroyasu Ehara        | 1               | 6           | 5           |  |  | 5            | Pierre-Hugues Herbert | Pierre-Hugues Herbert | 67           | 4            |  |
|  | 5           | Pierre-Hugues Herbert | 6               | 1           | 7           |  |  |              |                       |                       |              |              |  |

### Sezione 4
|  | Primo turno | Primo turno         | Primo turno         | Primo turno | Primo turno |  |  | Ultimo turno | Ultimo turno  | Ultimo turno | Ultimo turno | Ultimo turno |  |
|  |             |                     |                     |             |             |  |  |              |               |              |              |              |  |
|  | 4           | Nikoloz Basilašvili | Nikoloz Basilašvili | 65          | 0           |  |  |              |               |              |              |              |  |
|  |             | Matthew Ebden       | Matthew Ebden       | 7           | 6           |  |  |              | Matthew Ebden | 6            | 4            | 6            |  |
|  | WC          | Takuto Niki         | Takuto Niki         | 3           | 63          |  |  | 6            | Gō Soeda      | 3            | 6            | 3            |  |
|  | 6           | Gō Soeda            | Gō Soeda            | 6           | 7           |  |  |              |               |              |              |              |  |